# Evangelische Kirche (Bad Hindelang)

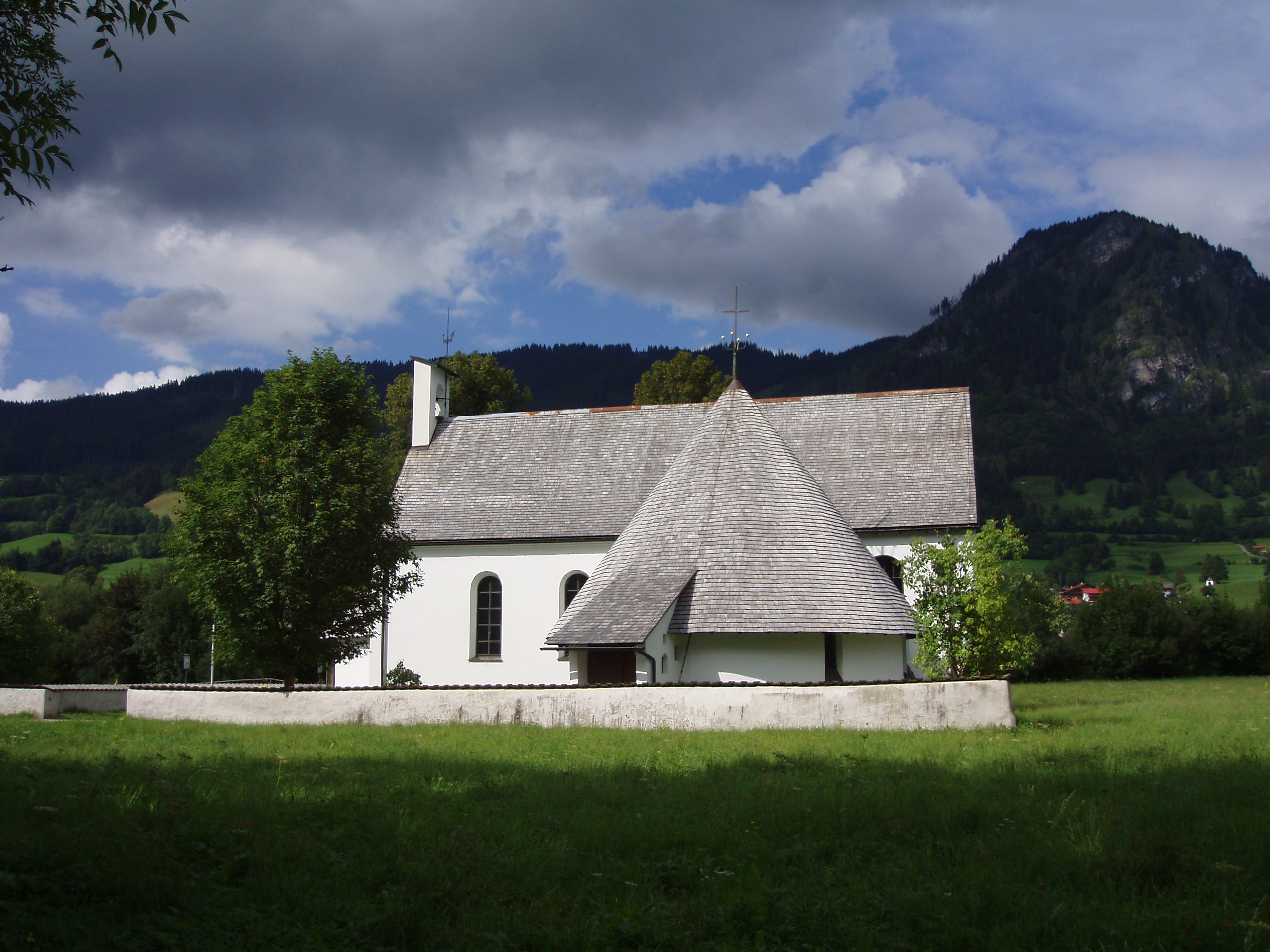
Außenansicht

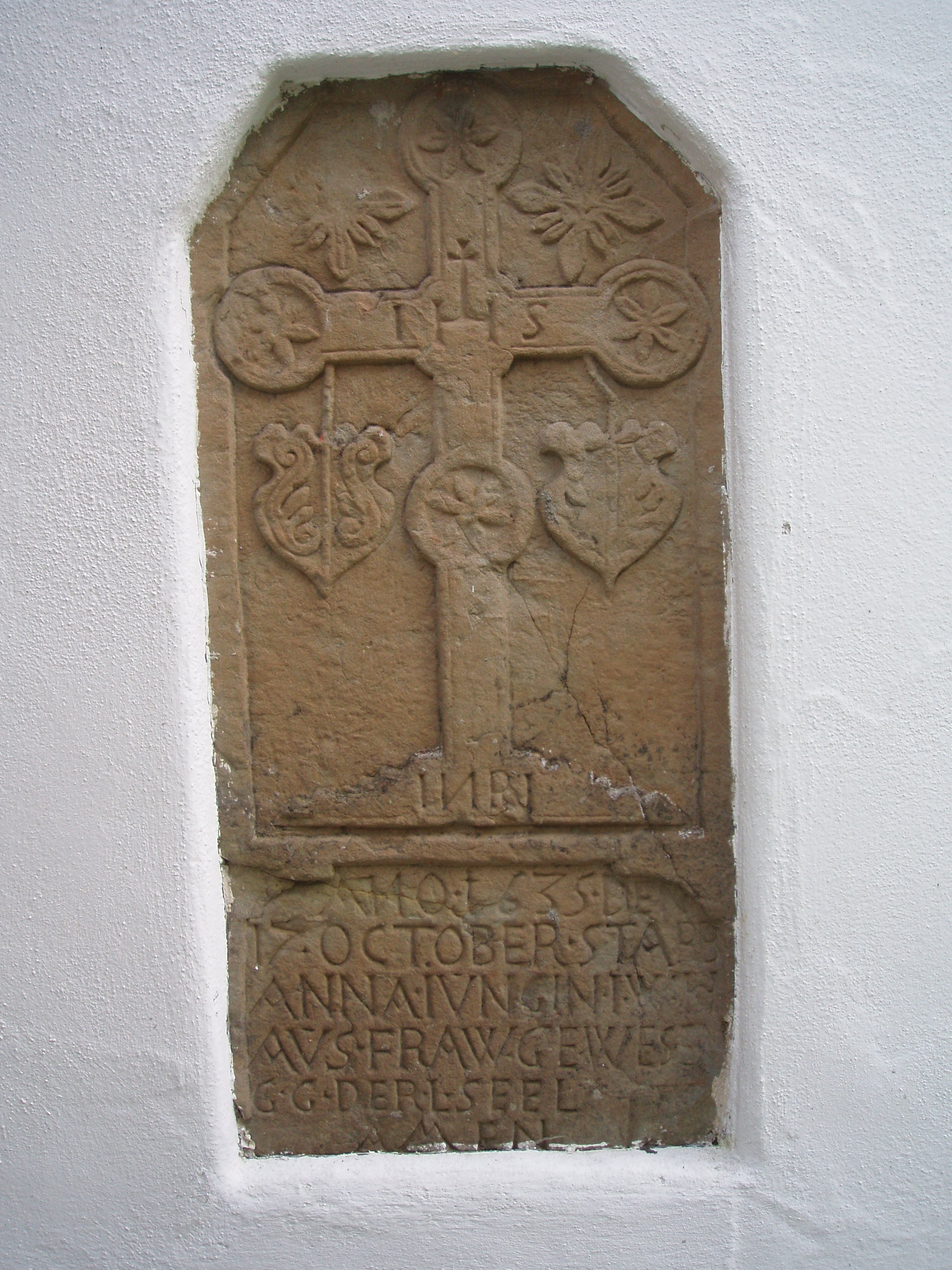
Der Grabstein der Anna Jungin

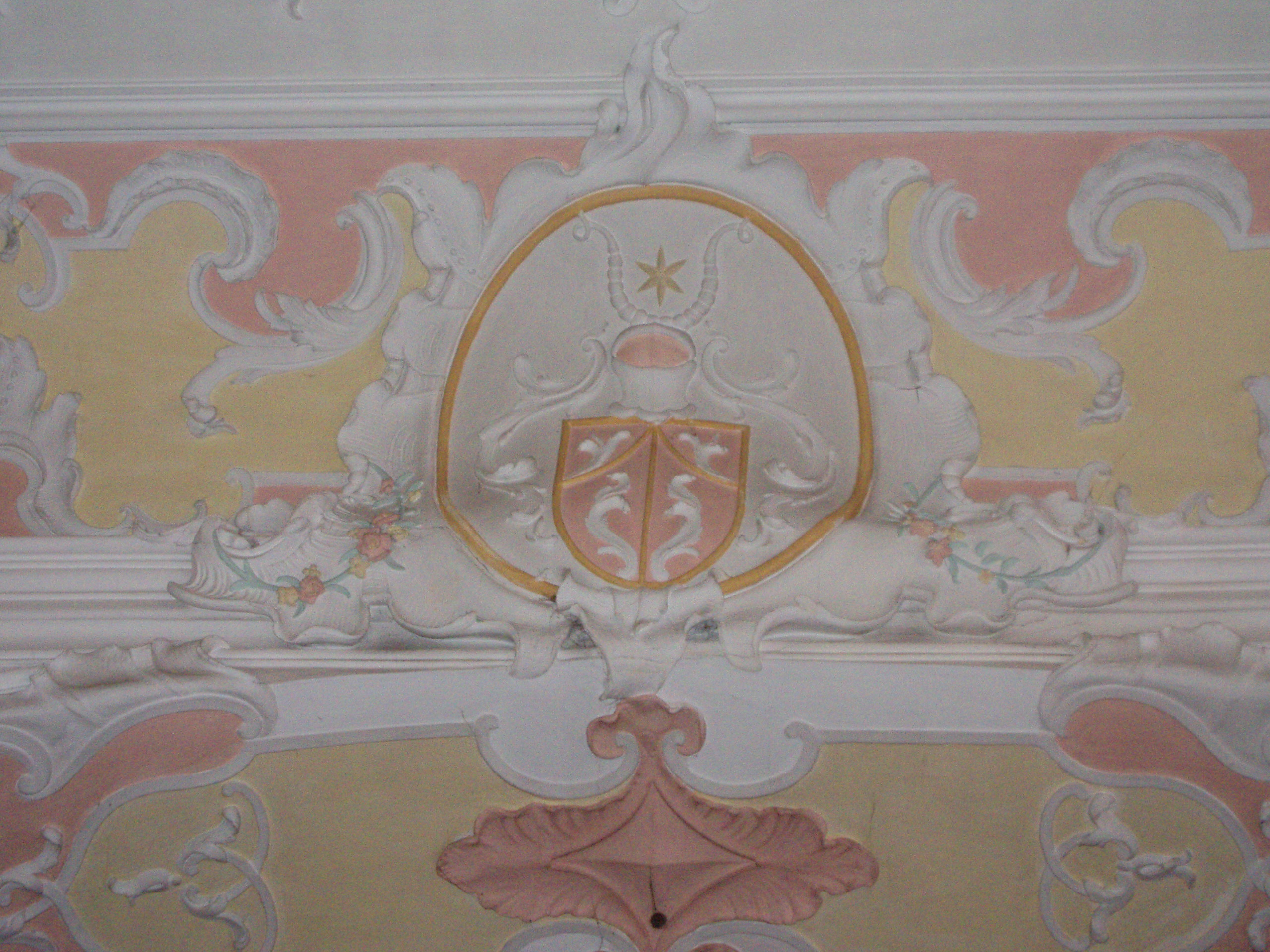
Stuckarbeit von Joseph und Johannes Dornacher

Die heutige Evangelisch-Lutherische Dreifaltigkeitskirche in Bad Hindelang steht auf einem ehemaligen Pestgottesacker.

## Geschichte
Dieser Gottesacker am Ufer der Ostrach wurde 1628 angelegt und später mit Mauer und Kreuz versehen. Eine 1640 errichtete hölzerne Kapelle war dem heiligen Michael geweiht, sie wurde am 18. Januar 1739 durch einen Sturm zerstört. 1747/48 wurde unter Joseph und Johannes Dornacher, die auch für sämtliche Stuckarbeiten sorgten, der steinerne Nachfolgebau errichtet. Am 30. Oktober 1748 wurde die Kapelle zu Ehren der Heiligen Dreifaltigkeit geweiht. Zu dieser Zeit stand in der Kapelle der Altar von Jörg Lederer, der sich seit 1937 in der Kirche Unserer lieben Frau im Ostrachtal und St. Jodokus befindet.
Am 2. September 1939 wurde die Kapelle von der evangelisch-lutherischen Pfarrgemeinde Sonthofen für 10.000 RM erworben. Die neu Gestaltung der Kirche begann mit einem Altarbild des damals sehr bekannten Kirchenmalers Rudolf Schäfer mit einer Szene der Emmausjünger. Die evangelische Gemeinde feierte am 3. September 1939 ihren ersten Gottesdienst im eigenen Kirchlein. Offiziell eingeweiht wurde die Dreifaltigkeitskirche am 19. Mai 1940 zum Trinitatisfest.
Von 1956 bis 1958 wurde das Kirchenschiff auf die doppelte Länge erweitert und ein Rundbau hinzugefügt.
Die Orgel wurde von der Firma G. F. Steinmeyer & Co., Oettingen, gebaut und am 20. September 1964 eingeweiht. Da die Empore nur begrenzten Platz bot, wurde das Hauptwerk der Orgel über dem Altar aufgestellt. Auf der Empore wurde zusätzlich ein Positiv untergebracht. Schäfers Altarbild fand an der Nordwand der Kirche einen neuen Platz. Für den Altar wurde von den Kirchenvorstehern Martha Utsch und Friedrich Weigmann ein Kruzifix gestiftet.
Die Evangelischen aus Hindelang gehörten zur evangelisch-lutherischen Kirchengemeinde Sonthofen. Am 1. Februar 1951 wurde ein Vikariat Sonthofen mit dem Sitz in Hindelang für die Kirchengemeinde Sonthofen errichtet. Am 1. Juli 1955 wurde ein Exponiertes Vikariat Sonthofen (Sitz Hindelang) unter Aufhebung des Vikariats errichtet.
Kurz vorher, am 19. Februar 1954, war die Tochterkirchengemeinde Hindelang im Anschluss an die Kirchengemeinde Sonthofen gebildet worden. Am 6. Juli 1959 wurde die Evangelisch-Lutherische Pfarrei Hindelang unter Aufhebung des Exponierten Vikariates Hindelang errichtet und die Tochterkirchengemeinde Hindelang wurde zur Pfarrkirchengemeinde Hindelang erhoben.
Am 1. Juli 2003 wurden Kirchengemeinde und Pfarrei von Hindelang in Bad Hindelang umbenannt. Seit 2006 besteht eine Kooperation mit der Evangelischen Kirchengemeinde Sonthofen, die Pfarrstelle Bad Hindelang wurde, unter der Bezeichnung Sonthofen III mit Bad Hindelang, nach Sonthofen verlegt.

## Äußeres
Die weiß verputzte Kapelle besitzt ein geschindeltes Satteldach und einen modernen Dachreiter. An der Nordwand ist ein Grabstein mit einem frühbarocken Kreuz und folgender Inschrift eingemauert:
ANO . 1635 . DEN / 17. OCTOBER . STARB / ANNA . IUNGIN : I. W. H./ AVSFRAW . GEWESEN / C. G. DER . L.SEEL / AMEN.
Anna Jungin war angeblich die letzte Vertreterin des Hindelanger Adelsgeschlechtes.

## Inneres
Das rechteckige Schiff hat zwei Rundbogenfensterachsen. An der Brüstung der Westempore führt ein Engel einen Knaben zwischen dem Höllenrachen rechts und dem himmlischen Jerusalem links. Jerusalem ist als Zentralkirche mit Kuppel dargestellt. Das Werk aus dem Jahr 1748 stammt von einem unbekannten Maler (1969 fälschlich Balthasar Riepp aus Reutte zugeschrieben). Ein Fresko des gleichen Künstlers im Chor zeigte Maria als Fürbitterin der Armen. Dieses Werk ging durch den Umbau 1956 verloren.
Im Deckenbild des Kirchenschiffs ist noch der ursprüngliche Patron der Kapelle, Sankt Michael, zu sehen (die Figur des gestürzten Luzifer wurde allerdings 1959 fast vollständig neu gemalt). Es ist umrahmt von Rokoko-Stuckarbeiten von Joseph und Johannes Dornacher. Neben dem großen Stuckrahmen des Deckenbildes gibt es noch zwei kleinere. Im östlichen befindet sich eine geschnitzte Heiliggeisttaube von Joseph und Johannes Dornacher aus dem Jahr 1748.

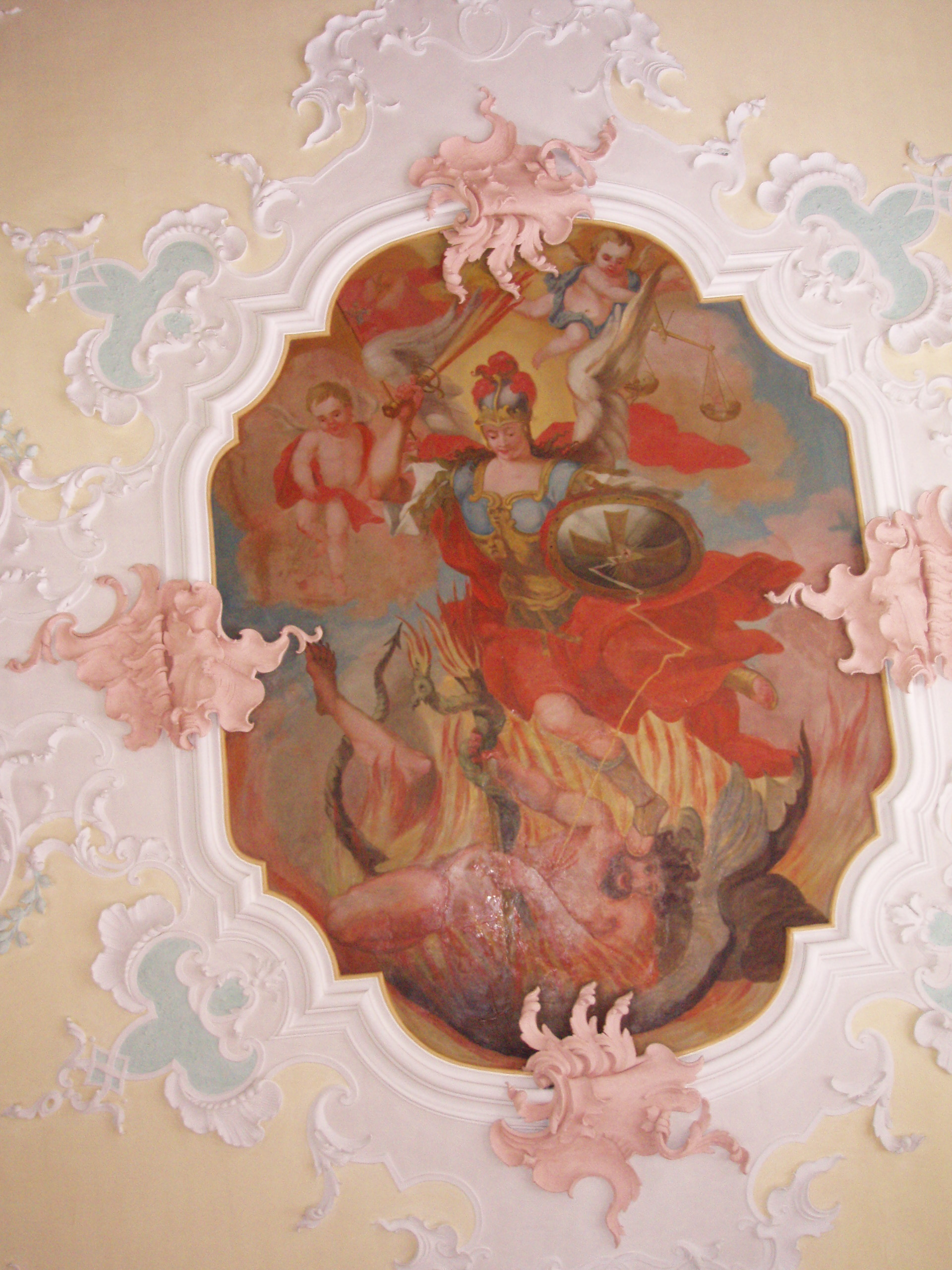
Deckenbild mit St. Michael
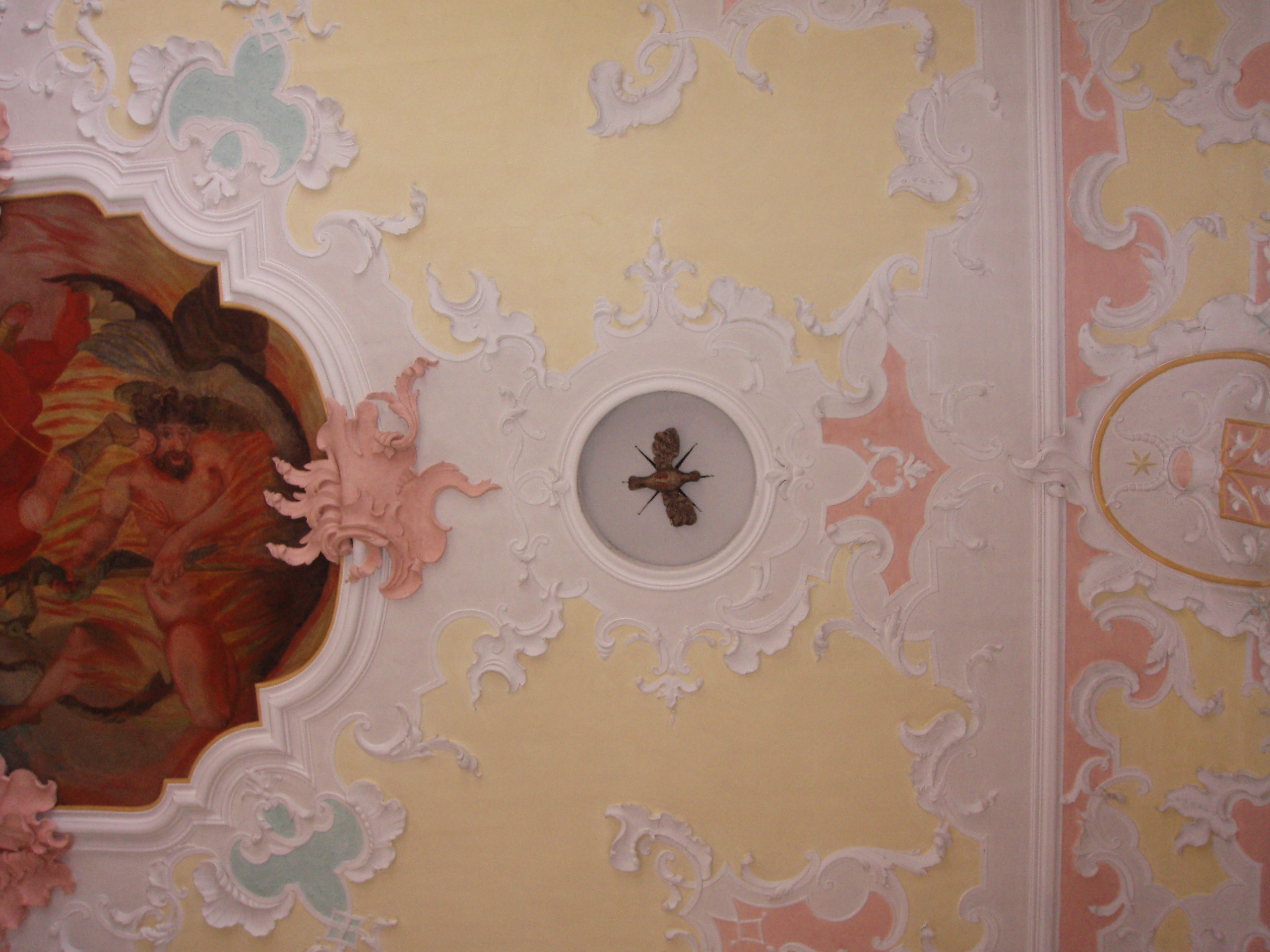
Heiliggeisttaube und Stuckornamente